# Tournoi de tennis de Sydney
Ne pas confondre avec le tournoi de Sydney Indoor
Le tournoi de Sydney (Nouvelle-Galles du Sud, Australie), aussi appelé Sydney International, est un tournoi de tennis féminin du circuit WTA et masculin du circuit professionnel ATP .
C'est en 1885 que s'est jouée la première édition de cette épreuve annuelle, devenue professionnelle au début des années 1970.
Depuis 1987, le tournoi se déroule début janvier (peu avant l'Open d'Australie), sur dur et en extérieur.
Avec quatre succès, Martina Navrátilová, Evonne Goolagong et Lleyton Hewitt détiennent le record de victoires en simple.

## Palmarès dames

### Simple
| No       | Date       | Nom et lieu du tournoi                              | Catégorie                                           | Dotation                                            | Surface                                             | Vainqueure                                          | Finaliste                                           | Score                                               |                                                     |
| -------- | ---------- | --------------------------------------------------- | --------------------------------------------------- | --------------------------------------------------- | --------------------------------------------------- | --------------------------------------------------- | --------------------------------------------------- | --------------------------------------------------- | --------------------------------------------------- |
| 1        | 04-05-1885 | New South Wales Championships, Sydney               |                                                     | NC                                                  | Gazon (ext.)                                        | Annie Lamb                                          | Miss Gordon                                         | 6-5, 6-4                                            | Tableau                                             |
| 2        | 06-05-1886 | New South Wales Championships, Sydney               |                                                     | NC                                                  | Gazon (ext.)                                        | C. Greene                                           | Annie Lamb                                          | 6-2                                                 | Tableau                                             |
| 3        | 02-05-1887 | New South Wales Championships, Sydney               |                                                     | NC                                                  | Gazon (ext.)                                        | EM Mayne                                            | C. Greene                                           | 6-4, 6-4                                            | Tableau                                             |
| 4        | 01-05-1888 | New South Wales Championships, Sydney               |                                                     | NC                                                  | Gazon (ext.)                                        | Lillian Scott                                       | EM Mayne                                            | 8-6, 6-4                                            | Tableau                                             |
| 5        | 04-05-1889 | New South Wales Championships, Sydney               |                                                     | NC                                                  | Gazon (ext.)                                        | EM Mayne                                            | Ellen Blaxland                                      | 6-3, 5-7, 6-4                                       | Tableau                                             |
| 6        | 10-05-1890 | New South Wales Championships, Sydney               |                                                     | NC                                                  | Gazon (ext.)                                        | EM Mayne                                            | Zilla Scott                                         | 8-6, 6-1                                            | Tableau                                             |
| 7        | 11-05-1891 | New South Wales Championships, Sydney               |                                                     | NC                                                  | Gazon (ext.)                                        | S. Dransfield                                       | Ellen Blaxland                                      | 3-6, 6-1, 6-3                                       | Tableau                                             |
| 8        | 07-05-1892 | New South Wales Championships, Sydney               |                                                     | NC                                                  | Gazon (ext.)                                        | Mabel Shaw                                          | S. Dransfield                                       | 7-5, 3-6, 6-4                                       | Tableau                                             |
| 9        | 13-05-1893 | New South Wales Championships, Sydney               |                                                     | NC                                                  | Gazon (ext.)                                        | EM Mayne                                            | Mabel Shaw                                          | 6-0, 6-0                                            | Tableau                                             |
|          | 1894-1951  | Pas de tournoi                                      | Pas de tournoi                                      | Pas de tournoi                                      | Pas de tournoi                                      | Pas de tournoi                                      | Pas de tournoi                                      | Pas de tournoi                                      | Pas de tournoi                                      |
| 10       | 13-11-1952 | New South Wales Championships, Sydney               |                                                     | NC                                                  | Gazon (ext.)                                        | Maureen Connolly                                    | Julia Sampson                                       | 6-2, 6-3                                            |                                                     |
|          | 1953-1959  | Pas de tournoi                                      | Pas de tournoi                                      | Pas de tournoi                                      | Pas de tournoi                                      | Pas de tournoi                                      | Pas de tournoi                                      | Pas de tournoi                                      | Pas de tournoi                                      |
| 11       | 09-11-1960 | New South Wales Championships, Sydney               |                                                     | NC                                                  | Gazon (ext.)                                        | Jan Lehane                                          | Margaret Smith                                      | 6-1, 6-3                                            | Tableau                                             |
| 12       | 15-12-1961 | New South Wales Championships, Sydney               |                                                     | NC                                                  | Gazon (ext.)                                        | Margaret Smith                                      | Darlene Hard                                        | 6-2, 6-1                                            | Tableau                                             |
| 13       | 28-12-1961 | Manly Seaside Championships, Sydney                 |                                                     | NC                                                  | Gazon (ext.)                                        | Margaret Smith                                      | Jan Lehane                                          | 6-0, 6-3                                            | Tableau                                             |
| 14       | 22-11-1962 | New South Wales Championships, Sydney               |                                                     | NC                                                  | Gazon (ext.)                                        | Margaret Smith                                      | Lesley Turner                                       | 8-6, 6-2                                            | Tableau                                             |
| 15       | 10-11-1963 | New South Wales Championships, Sydney               |                                                     | NC                                                  | Gazon (ext.)                                        | Margaret Smith                                      | Judy Tegart                                         | 6-1, 6-3                                            | Tableau                                             |
| 16       | 19-11-1964 | New South Wales Championships, Sydney               |                                                     | NC                                                  | Gazon (ext.)                                        | Margaret Smith                                      | Billie Jean Moffitt                                 | 6-4, 6-3                                            | Tableau                                             |
| 17       | 13-11-1965 | New South Wales Championships, Sydney               |                                                     | NC                                                  | Gazon (ext.)                                        | Margaret Smith                                      | Nancy Richey                                        | 6-2, 6-2                                            | Tableau                                             |
|          | 1966       | Pas de tournoi                                      | Pas de tournoi                                      | Pas de tournoi                                      | Pas de tournoi                                      | Pas de tournoi                                      | Pas de tournoi                                      | Pas de tournoi                                      | Pas de tournoi                                      |
| 18       | 20-11-1967 | New South Wales Championships, Sydney               |                                                     | NC                                                  | Gazon (ext.)                                        | Judy Tegart                                         | Margaret Smith Court                                | Forfait                                             | Tableau                                             |
| Ère Open |            |                                                     |                                                     |                                                     |                                                     |                                                     |                                                     |                                                     |                                                     |
|          | 1968       | Pas de tournoi                                      | Pas de tournoi                                      | Pas de tournoi                                      | Pas de tournoi                                      | Pas de tournoi                                      | Pas de tournoi                                      | Pas de tournoi                                      | Pas de tournoi                                      |
| 19       | 13-01-1969 | AMPOL New South Wales Open, Sydney                  |                                                     | 27750 $                                             | Gazon (ext.)                                        | Margaret Smith Court                                | Rosie Casals                                        | 6-1, 6-2                                            | Tableau                                             |
| 20       | 16-03-1970 | Dunlop New South Wales Open, Sydney                 |                                                     | NC                                                  | Gazon (ext.)                                        | Billie Jean King                                    | Margaret Smith Court                                | 6-2, 4-6, 6-3                                       | Tableau                                             |
| 21       | 11-01-1971 | New South Wales Open, Sydney                        |                                                     | NC                                                  | Gazon (ext.)                                        | Margaret Smith Court                                | Olga Morozova                                       | 6-2, 6-2                                            | Tableau                                             |
| 22       | 04-01-1972 | New South Wales Open, Sydney                        |                                                     | 4 000 $                                             | Gazon (ext.)                                        | Evonne Goolagong                                    | Virginia Wade                                       | 6-1, 7-64                                           | Tableau                                             |
| 23       | 02-01-1973 | New South Wales Open, Sydney                        |                                                     | 9 500 $                                             | Gazon (ext.)                                        | Margaret Smith Court                                | Evonne Goolagong                                    | 4-6, 6-3, 10-8                                      | Tableau                                             |
| 24       | 29-12-1973 | New South Wales Championships, Sydney               |                                                     | 35 000 $                                            | Gazon (ext.)                                        | Karen Krantzcke                                     | Evonne Goolagong                                    | 6-2, 6-3                                            | Tableau                                             |
| 25       | 16-12-1974 | New South Wales Championships, Sydney               |                                                     | NC                                                  | Gazon (ext.)                                        | Evonne Goolagong                                    | Margaret Smith Court                                | 6-3, 7-5                                            | Tableau                                             |
| 26       | 15-12-1975 | New South Wales Championships, Sydney               |                                                     | NC                                                  | Gazon (ext.)                                        | Evonne Goolagong                                    | Sue Barker                                          | 6-2, 6-4                                            | Tableau                                             |
| 27       | 29-11-1976 | Colgate Sydney Open, Sydney                         | Colgate Series                                      | 100 000 $                                           | Gazon (ext.)                                        | Martina Navrátilová                                 | Betty Stöve                                         | 7-5, 6-2                                            | Tableau                                             |
| 28       | 27-12-1976 | New South Wales Open, Sydney                        | Colgate Series                                      | 35 000 $                                            | Gazon (ext.)                                        | Kerry Reid                                          | Dianne Fromholtz                                    | 3-6, 6-2, 6-3                                       | Tableau                                             |
| 29       | 14-11-1977 | Colgate Sydney Open, Sydney                         | Colgate Series                                      | 100 000 $                                           | Gazon (ext.)                                        | Evonne Goolagong                                    | Kerry Reid                                          | 6-1, 6-3                                            | Tableau                                             |
| 30       | 12-12-1977 | Marlboro New South Wales Open, Sydney               | Colgate Series                                      | 35 000 $                                            | Gazon (ext.)                                        | Evonne Goolagong                                    | Sue Barker                                          | 6-2, 6-3                                            | Tableau                                             |
| 31       | 04-12-1978 | Sydney Toyota Classic, Sydney                       |                                                     | 75 000 $                                            | Gazon (ext.)                                        | Dianne Fromholtz                                    | Kerry Reid                                          | 6-1, 1-6, 6-4                                       | Tableau                                             |
| 32       | 18-12-1978 | Nabisco New South Wales Open, Sydney                | Colgate Series                                      | 75 000 $                                            | Gazon (ext.)                                        | Dianne Fromholtz                                    | Wendy Turnbull                                      | 6-2, 7-5                                            | Tableau                                             |
| 33       | 03-12-1979 | NSW Building Society Classic, Sydney                | Colgate Series                                      | 100 000 $                                           | Gazon (ext.)                                        | Sue Barker                                          | Rosalyn Fairbank                                    | 6-0, 7-5                                            | Tableau                                             |
| 34       | 17-12-1979 | Nabisco New South Wales Open, Sydney                |                                                     | 50 000 $                                            | Gazon (ext.)                                        | Hana Mandlíková                                     | Bettina Bunge                                       | 6-3, 3-6, 6-3                                       | Tableau                                             |
| 35       | 01-12-1980 | Building Society NSW Open, Sydney                   |                                                     | 125 000 $                                           | Gazon (ext.)                                        | Wendy Turnbull                                      | Pam Shriver                                         | 3-6, 6-4, 7-6                                       | Tableau                                             |
| 36       | 23-11-1981 | Building Society NSW Open, Sydney                   |                                                     | 125 000 $                                           | Gazon (ext.)                                        | Chris Evert                                         | Martina Navrátilová                                 | 6-4, 2-6, 6-1                                       | Tableau                                             |
| 37       | 22-11-1982 | Building Society NSW Open, Sydney                   | Series 4                                            | 125 000 $                                           | Gazon (ext.)                                        | Martina Navrátilová                                 | Evonne Goolagong                                    | 6-0, 3-6, 6-1                                       | Tableau                                             |
| 38       | 21-11-1983 | NSW Building Society, Sydney                        |                                                     | 150 000 $                                           | Gazon (ext.)                                        | Jo Durie                                            | Kathy Jordan                                        | 6-3, 7-5                                            | Tableau                                             |
| 39       | 19-11-1984 | NSW Building Society, Sydney                        |                                                     | 150 000 $                                           | Gazon (ext.)                                        | Martina Navrátilová                                 | Ann Henricksson                                     | 6-1, 6-1                                            | Tableau                                             |
| 40       | 18-11-1985 | Family Circle New South Wales, Sydney               |                                                     | 150 000 $                                           | Gazon (ext.)                                        | Martina Navrátilová                                 | Hana Mandlíková                                     | 3-6, 6-1, 6-2                                       | Tableau                                             |
| 41       | 05-01-1987 | Family Circle Open, Sydney                          |                                                     | 150 000 $                                           | Gazon (ext.)                                        | Zina Garrison                                       | Pam Shriver                                         | 6-2, 6-4                                            | Tableau                                             |
| 42       | 04-01-1988 | New South Wales Open, Sydney                        | Tier IV                                             | 200 000 $                                           | Gazon (ext.)                                        | Pam Shriver                                         | Helena Suková                                       | 6-2, 6-3                                            | Tableau                                             |
| 43       | 09-01-1989 | New South Wales Open, Sydney                        | Tier IV                                             | 200 000 $                                           | Dur (ext.)                                          | Martina Navrátilová                                 | Catarina Lindqvist                                  | 6-2, 6-4                                            | Tableau                                             |
| 44       | 08-01-1990 | Holden NSW Open, Sydney                             | Tier III                                            | 225 000 $                                           | Dur (ext.)                                          | Natasha Zvereva                                     | Barbara Paulus                                      | 4-6, 6-1, 6-3                                       | Tableau                                             |
| 45       | 07-01-1991 | Holden NSW Open, Sydney                             | Tier III                                            | 225 000 $                                           | Dur (ext.)                                          | Jana Novotná                                        | Arantxa Sánchez                                     | 6-4, 6-2                                            | Tableau                                             |
| 46       | 06-01-1992 | NSW Open Tmn’t of Champions, Sydney                 | Tier III                                            | 225 000 $                                           | Dur (ext.)                                          | Gabriela Sabatini                                   | Arantxa Sánchez                                     | 6-1, 6-1                                            | Tableau                                             |
| 47       | 11-01-1993 | Peters NSW Open, Sydney                             | Tier II                                             | 275 000 $                                           | Dur (ext.)                                          | Jennifer Capriati                                   | Anke Huber                                          | 6-1, 6-4                                            | Tableau                                             |
| 48       | 10-01-1994 | Peters NSW Open, Sydney                             | Tier II                                             | 300 000 $                                           | Dur (ext.)                                          | Kimiko Date                                         | Mary Joe Fernández                                  | 6-4, 6-2                                            | Tableau                                             |
| 49       | 09-01-1995 | Peters NSW Open, Sydney                             | Tier II                                             | 322 500 $                                           | Dur (ext.)                                          | Gabriela Sabatini                                   | Lindsay Davenport                                   | 6-3, 6-4                                            | Tableau                                             |
| 50       | 08-01-1996 | Peters Invitational, Sydney                         | Tier II                                             | 342 500 $                                           | Dur (ext.)                                          | Monica Seles                                        | Lindsay Davenport                                   | 4-6, 7-6, 6-3                                       | Tableau                                             |
| 51       | 06-01-1997 | Sydney International, Sydney                        | Tier II                                             | 342 500 $                                           | Dur (ext.)                                          | Martina Hingis                                      | Jennifer Capriati                                   | 6-1, 5-7, 6-1                                       | Tableau                                             |
| 52       | 12-01-1998 | Sydney International, Sydney                        | Tier II                                             | 342 500 $                                           | Dur (ext.)                                          | Arantxa Sánchez                                     | Venus Williams                                      | 6-1, 6-3                                            | Tableau                                             |
| 53       | 11-01-1999 | Adidas International, Sydney                        | Tier II                                             | 420 000 $                                           | Dur (ext.)                                          | Lindsay Davenport                                   | Martina Hingis                                      | 6-4, 6-3                                            | Tableau                                             |
| 54       | 10-01-2000 | Adidas International, Sydney                        | Tier II                                             | 460 000 $                                           | Dur (ext.)                                          | Amélie Mauresmo                                     | Lindsay Davenport                                   | 7-62, 6-4                                           | Tableau                                             |
| 55       | 08-01-2001 | Adidas International, Sydney                        | Tier II                                             | 515 000 $                                           | Dur (ext.)                                          | Martina Hingis                                      | Lindsay Davenport                                   | 6-3, 4-6, 7-5                                       | Tableau                                             |
| 56       | 07-01-2002 | Adidas International, Sydney                        | Tier II                                             | 585 000 $                                           | Dur (ext.)                                          | Martina Hingis                                      | Meghann Shaughnessy                                 | 6-2, 6-3                                            | Tableau                                             |
| 57       | 06-01-2003 | Adidas International, Sydney                        | Tier II                                             | 585 000 $                                           | Dur (ext.)                                          | Kim Clijsters                                       | Lindsay Davenport                                   | 6-4, 6-3                                            | Tableau                                             |
| 58       | 12-01-2004 | Adidas International, Sydney                        | Tier II                                             | 585 000 $                                           | Dur (ext.)                                          | Justine Henin Hardenne                              | Amélie Mauresmo                                     | 6-4, 6-4                                            | Tableau                                             |
| 59       | 10-01-2005 | Medibank International, Sydney                      | Tier II                                             | 585 000 $                                           | Dur (ext.)                                          | Alicia Molik                                        | Samantha Stosur                                     | 6-75, 6-4, 7-5                                      | Tableau                                             |
| 60       | 09-01-2006 | Medibank International, Sydney                      | Tier II                                             | 600 000 $                                           | Dur (ext.)                                          | Justine Henin Hardenne                              | Francesca Schiavone                                 | 4-6, 7-5, 7-5                                       | Tableau                                             |
| 61       | 08-01-2007 | Medibank International, Sydney                      | Tier II                                             | 600 000 $                                           | Dur (ext.)                                          | Kim Clijsters                                       | Jelena Janković                                     | 4-6, 7-61, 6-4                                      | Tableau                                             |
| 62       | 07-01-2008 | Medibank International, Sydney                      | Tier II                                             | 600 000 $                                           | Dur (ext.)                                          | Justine Henin                                       | Svetlana Kuznetsova                                 | 4-6, 6-2, 6-4                                       | Tableau                                             |
| 63       | 12-01-2009 | Medibank International, Sydney                      | Premier                                             | 600 000 $                                           | Dur (ext.)                                          | Elena Dementieva                                    | Dinara Safina                                       | 6-3, 2-6, 6-1                                       | Tableau                                             |
| 64       | 10-01-2010 | Medibank International, Sydney                      | Premier                                             | 600 000 $                                           | Dur (ext.)                                          | Elena Dementieva                                    | Serena Williams                                     | 6-3, 6-2                                            | Tableau                                             |
| 65       | 09-01-2011 | Medibank International, Sydney                      | Premier                                             | 618 000 $                                           | Dur (ext.)                                          | Li Na                                               | Kim Clijsters                                       | 7-63, 6-3                                           | Tableau                                             |
| 66       | 08-01-2012 | Apia International, Sydney                          | Premier                                             | 637 000 $                                           | Dur (ext.)                                          | Victoria Azarenka                                   | Li Na                                               | 6-2, 1-6, 6-3                                       | Tableau                                             |
| 67       | 07-01-2013 | Apia International, Sydney                          | Premier                                             | 690 000 $                                           | Dur (ext.)                                          | Agnieszka Radwańska                                 | Dominika Cibulková                                  | 6-0, 6-0                                            | Tableau                                             |
| 68       | 05-01-2014 | Apia International Sydney, Sydney                   | Premier                                             | 710 000 $                                           | Dur (ext.)                                          | Tsvetana Pironkova                                  | Angelique Kerber                                    | 6-4, 6-4                                            | Tableau                                             |
| 69       | 11-01-2015 | Apia International Sydney, Sydney                   | Premier                                             | 665 900 $                                           | Dur (ext.)                                          | Petra Kvitová                                       | Karolína Plíšková                                   | 7-65, 7-66                                          | Tableau                                             |
| 70       | 10-01-2016 | Apia International Sydney, Sydney                   | Premier                                             | 687 900 $                                           | Dur (ext.)                                          | Svetlana Kuznetsova                                 | Mónica Puig                                         | 6-0, 6-2                                            | Tableau                                             |
| 71       | 08-01-2017 | Apia International Sydney, Sydney                   | Premier                                             | 710 900 $                                           | Dur (ext.)                                          | Johanna Konta                                       | Agnieszka Radwańska                                 | 6-4, 6-2                                            | Tableau                                             |
| 72       | 07-01-2018 | Sydney International, Sydney                        | Premier                                             | 733 900 $                                           | Dur (ext.)                                          | Angelique Kerber                                    | Ashleigh Barty                                      | 6-4, 6-4                                            | Tableau                                             |
| 73       | 07-01-2019 | Sydney International, Sydney                        | Premier                                             | 757 900 $                                           | Dur (ext.)                                          | Petra Kvitová                                       | Ashleigh Barty                                      | 1-6, 7-5, 7-63                                      | Tableau                                             |
|          | 2020-2021  | Tournoi annulé en raison de la pandémie de Covid-19 | Tournoi annulé en raison de la pandémie de Covid-19 | Tournoi annulé en raison de la pandémie de Covid-19 | Tournoi annulé en raison de la pandémie de Covid-19 | Tournoi annulé en raison de la pandémie de Covid-19 | Tournoi annulé en raison de la pandémie de Covid-19 | Tournoi annulé en raison de la pandémie de Covid-19 | Tournoi annulé en raison de la pandémie de Covid-19 |
| 74       | 09-01-2022 | Tennis Sydney Classic, Sydney                       | WTA 500                                             | 703 580 $                                           | Dur (ext.)                                          | Paula Badosa                                        | Barbora Krejčíková                                  | 6-3, 4-6, 7-44                                      | Tableau                                             |

### Double
| No       | Date       | Nom et lieu du tournoi                              | Catégorie                                           | Dotation                                            | Surface                                             | Vainqueures                                         | Finalistes                                          | Score                                               |                                                     |
| -------- | ---------- | --------------------------------------------------- | --------------------------------------------------- | --------------------------------------------------- | --------------------------------------------------- | --------------------------------------------------- | --------------------------------------------------- | --------------------------------------------------- | --------------------------------------------------- |
| 1        | 06-05-1886 | New South Wales Championships Sydney                |                                                     | NC                                                  | Gazon (ext.)                                        | Annie Lamb C. Greene                                | Ada Rodd Beatrice Metcalfe                          | 6-1, 6-4                                            | Tableau                                             |
| 2        | 02-05-1887 | New South Wales Championships Sydney                |                                                     | NC                                                  | Gazon (ext.)                                        | Lillian Scott Zilla Scott                           | C. Greene E. Raleigh                                | 3-6, 6-4, 6-3                                       | Tableau                                             |
| 3        | 01-05-1888 | New South Wales Championships Sydney                |                                                     | NC                                                  | Gazon (ext.)                                        | Lillian Scott Zilla Scott                           | Edith F Fox EM Mayne                                | 6-1, 3-6, 6-2                                       | Tableau                                             |
| 4        | 04-05-1889 | New South Wales Championships Sydney                |                                                     | NC                                                  | Gazon (ext.)                                        | EM Mayne Mabel Shaw                                 | Miss Keating E. Raleigh                             | 6-3, 6-0                                            | Tableau                                             |
| 5        | 10-05-1890 | New South Wales Championships Sydney                |                                                     | NC                                                  | Gazon (ext.)                                        | EM Mayne Mabel Shaw                                 | Zilla Scott S. Dransfield                           | 6-4, 7-5                                            | Tableau                                             |
| 6        | 11-05-1891 | New South Wales Championships Sydney                |                                                     | NC                                                  | Gazon (ext.)                                        | Zilla Scott S. Dransfield                           | C. Raleigh E. Raleigh                               | 7-5, 6-3                                            | Tableau                                             |
| 7        | 07-05-1892 | New South Wales Championships Sydney                |                                                     | NC                                                  | Gazon (ext.)                                        | EM Mayne Mabel Shaw                                 | S. Dransfield Ada Keele                             | 3-6, 8-6, 6-2                                       | Tableau                                             |
| 8        | 13-05-1893 | New South Wales Championships Sydney                |                                                     | NC                                                  | Gazon (ext.)                                        | EM Mayne Mabel Shaw                                 | S. Dransfield Ada Keele                             | 6-3, 6-4                                            | Tableau                                             |
|          | 1894-1951  | Pas de tournoi                                      | Pas de tournoi                                      | Pas de tournoi                                      | Pas de tournoi                                      | Pas de tournoi                                      | Pas de tournoi                                      | Pas de tournoi                                      | Pas de tournoi                                      |
| 9        | 13-11-1952 | New South Wales Championships Sydney                |                                                     | NC                                                  | Gazon (ext.)                                        | Maureen Connolly Julia Sampson                      | Mary Bevis Hawton Beryl Penrose                     | 4-6, 6-2, 6-1                                       |                                                     |
|          | 1953-1959  | Pas de tournoi                                      | Pas de tournoi                                      | Pas de tournoi                                      | Pas de tournoi                                      | Pas de tournoi                                      | Pas de tournoi                                      | Pas de tournoi                                      | Pas de tournoi                                      |
| 10       | 09-11-1960 | New South Wales Championships Sydney                |                                                     | NC                                                  | Gazon (ext.)                                        | Mary Carter Reitano Margaret Smith                  | Lesley Turner Noelene Turner                        | 6-3, 7-9, 6-2                                       | Tableau                                             |
| 11       | 15-12-1961 | New South Wales Championships Sydney                |                                                     | NC                                                  | Gazon (ext.)                                        | Robyn Ebbern Margaret Smith                         | Mary Bevis Hawton Mary Carter Reitano               | 6-2, 6-3                                            | Tableau                                             |
| 12       | 28-12-1961 | Manly Seaside Championships Sydney                  |                                                     | NC                                                  | Gazon (ext.)                                        | Darlene Hard Mary Carter Reitano                    | Margaret Smith Judy Tegart                          | 6-3, 6-4                                            | Tableau                                             |
| 13       | 22-11-1962 | New South Wales Championships Sydney                |                                                     | NC                                                  | Gazon (ext.)                                        | Jan Lehane Lesley Turner                            | Elizabeth Starkie Judy Tegart                       | 6-4, 6-3                                            | Tableau                                             |
| 14       | 10-11-1963 | New South Wales Championships Sydney                |                                                     | NC                                                  | Gazon (ext.)                                        | Margaret Smith Robyn Ebbern                         | Jan Lehane Lesley Turner                            | 6-4, 6-3                                            | Tableau                                             |
| 15       | 19-11-1964 | New South Wales Championships Sydney                |                                                     | NC                                                  | Gazon (ext.)                                        | Billie Jean Moffitt Robyn Ebbern                    | Margaret Smith Lesley Turner                        | 6-4, 3-6, 7-5                                       | Tableau                                             |
| 16       | 13-11-1965 | New South Wales Championships Sydney                |                                                     | NC                                                  | Gazon (ext.)                                        | Margaret Smith Lesley Turner                        | Nancy Richey Carole Caldwell                        | 6-3, 8-6                                            | Tableau                                             |
|          | 1966-1967  | Pas de tournoi                                      | Pas de tournoi                                      | Pas de tournoi                                      | Pas de tournoi                                      | Pas de tournoi                                      | Pas de tournoi                                      | Pas de tournoi                                      | Pas de tournoi                                      |
| Ère Open |            |                                                     |                                                     |                                                     |                                                     |                                                     |                                                     |                                                     |                                                     |
|          | 1968       | Pas de tournoi                                      | Pas de tournoi                                      | Pas de tournoi                                      | Pas de tournoi                                      | Pas de tournoi                                      | Pas de tournoi                                      | Pas de tournoi                                      | Pas de tournoi                                      |
| 17       | 13-01-1969 | AMPOL New South Wales Open Sydney                   |                                                     | 27750 $                                             | Gazon (ext.)                                        | Margaret Smith Court Judy Tegart                    | Billie Jean King Rosie Casals                       | 15-13, 4-6, 6-3                                     | Tableau                                             |
| 18       | 11-01-1971 | New South Wales Open Sydney                         |                                                     | NC                                                  | Gazon (ext.)                                        | Margaret Smith Court Olga Morozova                  | Helen Gourlay Kerry Harris                          | 6-2, 6-0                                            | Tableau                                             |
| 19       | 04-01-1972 | New South Wales Open Sydney                         |                                                     | 4 000 $                                             | Gazon (ext.)                                        | Evonne Goolagong Patricia Edwards                   | Virginia Wade Lesley Turner                         | 6-1, 6-2                                            | Tableau                                             |
| 20       | 02-01-1973 | New South Wales Open Sydney                         |                                                     | 9 500 $                                             | Gazon (ext.)                                        | Chris O'Neil Kazuko Sawamatsu                       | Lesley Charles Glynis Coles                         | 6-3, 6-4                                            | Tableau                                             |
| 21       | 29-12-1973 | New South Wales Championships Sydney                |                                                     | 35 000 $                                            | Gazon (ext.)                                        | Ann Kiyomura Kazuko Sawamatsu                       | Janet Fallis Pam Whytcross                          | 6-3, 6-3                                            | Tableau                                             |
| 22       | 16-12-1974 | New South Wales Championships Sydney                |                                                     | NC                                                  | Gazon (ext.)                                        | Evonne Goolagong Peggy Michel                       | Olga Morozova Martina Navrátilová                   | 6-7, 6-4, 6-1                                       | Tableau                                             |
| 23       | 15-12-1975 | New South Wales Championships Sydney                |                                                     | NC                                                  | Gazon (ext.)                                        | Evonne Goolagong Helen Gourlay                      | Heidi Eisterlehner Helga Masthoff                   | 6-3, 4-6, 6-3                                       | Tableau                                             |
| 24       | 29-11-1976 | Colgate Sydney Open Sydney                          | Colgate Series                                      | 100 000 $                                           | Gazon (ext.)                                        | Martina Navrátilová Betty Stöve                     | Françoise Dürr Ann Kiyomura                         | 6-3, 7-5                                            | Tableau                                             |
| 25       | 27-12-1976 | New South Wales Open Sydney                         | Colgate Series                                      | 35 000 $                                            | Gazon (ext.)                                        | Helen Gourlay Betsy Nagelsen                        | Dianne Fromholtz Renáta Tomanová                    | 6-4, 6-1                                            | Tableau                                             |
| 26       | 14-11-1977 | Colgate Sydney Open Sydney                          | Colgate Series                                      | 100 000 $                                           | Gazon (ext.)                                        | Kerry Reid Greer Stevens                            | Evonne Goolagong Betty Stöve                        | Pluie                                               | Tableau                                             |
| 27       | 12-12-1977 | Marlboro New South Wales Open Sydney                | Colgate Series                                      | 35 000 $                                            | Gazon (ext.)                                        | Helen Cawley Evonne Goolagong                       | Mona Guerrant Kerry Reid                            | 6-0, 6-0                                            | Tableau                                             |
| 28       | 04-12-1978 | Sydney Toyota Classic Sydney                        |                                                     | 75 000 $                                            | Gazon (ext.)                                        | Kerry Reid Wendy Turnbull                           | Judy Connor Anne Hobbs                              | 6-2, 4-6, 6-2                                       | Tableau                                             |
| 29       | 18-12-1978 | Nabisco New South Wales Open Sydney                 | Colgate Series                                      | 75 000 $                                            | Gazon (ext.)                                        | Lesley Hunt Sharon Walsh                            | Ilana Kloss Marise Kruger                           | 6-2, 6-1                                            | Tableau                                             |
| 30       | 03-12-1979 | NSW Building Society Classic Sydney                 | Colgate Series                                      | 100 000 $                                           | Gazon (ext.)                                        | Wendy Turnbull Billie Jean King                     | Pam Shriver Sue Barker                              | 7-5, 6-4                                            | Tableau                                             |
| 31       | 17-12-1979 | Nabisco New South Wales Open Sydney                 |                                                     | 50 000 $                                            | Gazon (ext.)                                        | Diane Desfor Barbara Hallquist                      | Barbara Jordan Kym Ruddell                          | 4-6, 6-2, 6-2                                       | Tableau                                             |
| 32       | 01-12-1980 | Building Society NSW Open Sydney                    |                                                     | 125 000 $                                           | Gazon (ext.)                                        | Pam Shriver Betty Stöve                             | Rosie Casals Wendy Turnbull                         | 6-1, 4-6, 6-4                                       | Tableau                                             |
| 33       | 23-11-1981 | Building Society NSW Open Sydney                    |                                                     | 125 000 $                                           | Gazon (ext.)                                        | Martina Navrátilová Pam Shriver                     | Kathy Jordan Anne Smith                             | 6-7, 6-2, 6-4                                       | Tableau                                             |
| 34       | 22-11-1982 | Building Society NSW Open Sydney                    | Series 4                                            | 125 000 $                                           | Gazon (ext.)                                        | Martina Navrátilová Pam Shriver                     | Claudia Kohde-Kilsch Eva Pfaff                      | 6-2, 2-6, 7-6                                       | Tableau                                             |
| 35       | 21-11-1983 | NSW Building Society Sydney                         |                                                     | 150 000 $                                           | Gazon (ext.)                                        | Anne Hobbs Wendy Turnbull                           | Hana Mandlíková Helena Suková                       | 6-4, 6-3                                            | Tableau                                             |
| 36       | 19-11-1984 | NSW Building Society Sydney                         |                                                     | 150 000 $                                           | Gazon (ext.)                                        | Claudia Kohde-Kilsch Helena Suková                  | Wendy Turnbull Sharon Walsh                         | 6-2, 7-6                                            | Tableau                                             |
| 37       | 18-11-1985 | Family Circle New South Wales Sydney                |                                                     | 150 000 $                                           | Gazon (ext.)                                        | Hana Mandlíková Wendy Turnbull                      | Rosalyn Fairbank Candy Reynolds                     | 3-6, 7-6, 6-4                                       | Tableau                                             |
| 38       | 05-01-1987 | Family Circle Open Sydney                           |                                                     | 150 000 $                                           | Gazon (ext.)                                        | Betsy Nagelsen Elizabeth Smylie                     | Jenny Byrne Janine Thompson                         | 6-7, 7-5, 6-1                                       | Tableau                                             |
| 39       | 04-01-1988 | New South Wales Open Sydney                         | Tier IV                                             | 200 000 $                                           | Gazon (ext.)                                        | Ann Henricksson Christiane Jolissaint               | Claudia Kohde-Kilsch Helena Suková                  | 7-6, 4-6, 6-3                                       | Tableau                                             |
| 40       | 09-01-1989 | New South Wales Open Sydney                         | Tier IV                                             | 200 000 $                                           | Dur (ext.)                                          | Martina Navrátilová Pam Shriver                     | Elizabeth Smylie Wendy Turnbull                     | 6-3, 6-3                                            | Tableau                                             |
| 41       | 08-01-1990 | Holden NSW Open Sydney                              | Tier III                                            | 225 000 $                                           | Dur (ext.)                                          | Jana Novotná Helena Suková                          | Larisa Neiland Natasha Zvereva                      | 6-3, 7-5                                            | Tableau                                             |
| 42       | 07-01-1991 | Holden NSW Open Sydney                              | Tier III                                            | 225 000 $                                           | Dur (ext.)                                          | Arantxa Sánchez Helena Suková                       | Gigi Fernández Jana Novotná                         | 6-1, 6-4                                            | Tableau                                             |
| 43       | 06-01-1992 | NSW Open Tmn’t of Champions Sydney                  | Tier III                                            | 225 000 $                                           | Dur (ext.)                                          | Arantxa Sánchez Helena Suková                       | Mary Joe Fernández Zina Garrison                    | 7-6, 6-7, 6-2                                       | Tableau                                             |
| 44       | 11-01-1993 | Peters NSW Open Sydney                              | Tier II                                             | 275 000 $                                           | Dur (ext.)                                          | Pam Shriver Elizabeth Smylie                        | Lori McNeil Rennae Stubbs                           | 7-6, 6-2                                            | Tableau                                             |
| 45       | 10-01-1994 | Peters NSW Open Sydney                              | Tier II                                             | 300 000 $                                           | Dur (ext.)                                          | Patty Fendick Meredith McGrath                      | Jana Novotná Arantxa Sánchez                        | 6-2, 6-3                                            | Tableau                                             |
| 46       | 09-01-1995 | Peters NSW Open Sydney                              | Tier II                                             | 322 500 $                                           | Dur (ext.)                                          | Lindsay Davenport Jana Novotná                      | Patty Fendick Mary Joe Fernández                    | 7-5, 2-6, 6-4                                       | Tableau                                             |
| 47       | 08-01-1996 | Peters Invitational Sydney                          | Tier II                                             | 342 500 $                                           | Dur (ext.)                                          | Lindsay Davenport Mary Joe Fernández                | Lori McNeil Helena Suková                           | 6-3, 6-3                                            | Tableau                                             |
| 48       | 06-01-1997 | Sydney International Sydney                         | Tier II                                             | 342 500 $                                           | Dur (ext.)                                          | Gigi Fernández Arantxa Sánchez                      | Lindsay Davenport Natasha Zvereva                   | 6-3, 6-1                                            | Tableau                                             |
| 49       | 12-01-1998 | Sydney International Sydney                         | Tier II                                             | 342 500 $                                           | Dur (ext.)                                          | Martina Hingis Helena Suková                        | Katrina Adams Meredith McGrath                      | 6-1, 6-2                                            | Tableau                                             |
| 50       | 11-01-1999 | Adidas International Sydney                         | Tier II                                             | 420 000 $                                           | Dur (ext.)                                          | Elena Likhovtseva Ai Sugiyama                       | Mary Joe Fernández Anke Huber                       | 6-3, 2-6, 6-0                                       | Tableau                                             |
| 51       | 10-01-2000 | Adidas International Sydney                         | Tier II                                             | 460 000 $                                           | Dur (ext.)                                          | Julie Halard Ai Sugiyama                            | Martina Hingis Mary Pierce                          | 6-0, 6-3                                            | Tableau                                             |
| 52       | 08-01-2001 | Adidas International Sydney                         | Tier II                                             | 515 000 $                                           | Dur (ext.)                                          | Anna Kournikova Barbara Schett                      | Lisa Raymond Rennae Stubbs                          | 6-2, 7-5                                            | Tableau                                             |
| 53       | 07-01-2002 | Adidas International Sydney                         | Tier II                                             | 585 000 $                                           | Dur (ext.)                                          | Lisa Raymond Rennae Stubbs                          | Martina Hingis Anna Kournikova                      | Forfait                                             | Tableau                                             |
| 54       | 06-01-2003 | Adidas International Sydney                         | Tier II                                             | 585 000 $                                           | Dur (ext.)                                          | Kim Clijsters Ai Sugiyama                           | Conchita Martínez Rennae Stubbs                     | 6-3, 6-3                                            | Tableau                                             |
| 55       | 12-01-2004 | Adidas International Sydney                         | Tier II                                             | 585 000 $                                           | Dur (ext.)                                          | Cara Black Rennae Stubbs                            | Dinara Safina Meghann Shaughnessy                   | 7-5, 3-6, 6-4                                       | Tableau                                             |
| 56       | 10-01-2005 | Medibank International Sydney                       | Tier II                                             | 585 000 $                                           | Dur (ext.)                                          | Bryanne Stewart Samantha Stosur                     | Elena Dementieva Ai Sugiyama                        | Forfait                                             | Tableau                                             |
| 57       | 09-01-2006 | Medibank International Sydney                       | Tier II                                             | 600 000 $                                           | Dur (ext.)                                          | Corina Morariu Rennae Stubbs                        | Virginia Ruano Pascual Paola Suárez                 | 6-3, 5-7, 6-2                                       | Tableau                                             |
| 58       | 08-01-2007 | Medibank International Sydney                       | Tier II                                             | 600 000 $                                           | Dur (ext.)                                          | Anna-Lena Grönefeld Meghann Shaughnessy             | Marion Bartoli Meilen Tu                            | 6-3, 3-6, 7-62                                      | Tableau                                             |
| 59       | 07-01-2008 | Medibank International Sydney                       | Tier II                                             | 600 000 $                                           | Dur (ext.)                                          | Yan Zi Zheng Jie                                    | Tatiana Perebiynis Tatiana Poutchek                 | 6-4, 7-65                                           | Tableau                                             |
| 60       | 12-01-2009 | Medibank International Sydney                       | Premier                                             | 600 000 $                                           | Dur (ext.)                                          | Hsieh Su-Wei Peng Shuai                             | Nathalie Dechy Casey Dellacqua                      | 6-0, 6-1                                            | Tableau                                             |
| 61       | 10-01-2010 | Medibank International Sydney                       | Premier                                             | 600 000 $                                           | Dur (ext.)                                          | Cara Black Liezel Huber                             | Tathiana Garbin Nadia Petrova                       | 6-1, 3-6, [10-3]                                    | Tableau                                             |
| 62       | 09-01-2011 | Medibank International Sydney                       | Premier                                             | 618 000 $                                           | Dur (ext.)                                          | Iveta Benešová Barbora Z. Strýcová                  | Květa Peschke Katarina Srebotnik                    | 4-6, 6-4, [10-7]                                    | Tableau                                             |
| 63       | 08-01-2012 | Apia International Sydney                           | Premier                                             | 637 000 $                                           | Dur (ext.)                                          | Květa Peschke Katarina Srebotnik                    | Liezel Huber Lisa Raymond                           | 6-1, 4-6, [13-11]                                   | Tableau                                             |
| 64       | 07-01-2013 | Apia International Sydney                           | Premier                                             | 690 000 $                                           | Dur (ext.)                                          | Nadia Petrova Katarina Srebotnik                    | Sara Errani Roberta Vinci                           | 6-3, 6-4                                            | Tableau                                             |
| 65       | 05-01-2014 | Apia International Sydney Sydney                    | Premier                                             | 710 000 $                                           | Dur (ext.)                                          | Tímea Babos Lucie Šafářová                          | Sara Errani Roberta Vinci                           | 7-5, 3-6, [10-7]                                    | Tableau                                             |
| 66       | 11-01-2015 | Apia International Sydney Sydney                    | Premier                                             | 665 900 $                                           | Dur (ext.)                                          | Bethanie Mattek-Sands Sania Mirza                   | Raquel Kops-Jones Abigail Spears                    | 6-3, 6-3                                            | Tableau                                             |
| 67       | 10-01-2016 | Apia International Sydney Sydney                    | Premier                                             | 687 900 $                                           | Dur (ext.)                                          | Martina Hingis Sania Mirza                          | Caroline Garcia Kristina Mladenovic                 | 1-6, 7-5, [10-5]                                    | Tableau                                             |
| 68       | 08-01-2017 | Apia International Sydney Sydney                    | Premier                                             | 710 900 $                                           | Dur (ext.)                                          | Tímea Babos Anastasia Pavlyuchenkova                | Sania Mirza Barbora Strýcová                        | 6-4, 6-4                                            | Tableau                                             |
| 69       | 07-01-2018 | Sydney International Sydney                         | Premier                                             | 733 900 $                                           | Dur (ext.)                                          | Gabriela Dabrowski Xu Yifan                         | Latisha Chan Andrea Sestini-Hlaváčková              | 6-3, 6-1                                            | Tableau                                             |
| 70       | 07-01-2019 | Sydney International Sydney                         | Premier                                             | 757 900 $                                           | Dur (ext.)                                          | Aleksandra Krunić Kateřina Siniaková                | Eri Hozumi Alicja Rosolska                          | 6-1, 7-63                                           | Tableau                                             |
|          | 2020-2021  | Tournoi annulé en raison de la pandémie de Covid-19 | Tournoi annulé en raison de la pandémie de Covid-19 | Tournoi annulé en raison de la pandémie de Covid-19 | Tournoi annulé en raison de la pandémie de Covid-19 | Tournoi annulé en raison de la pandémie de Covid-19 | Tournoi annulé en raison de la pandémie de Covid-19 | Tournoi annulé en raison de la pandémie de Covid-19 | Tournoi annulé en raison de la pandémie de Covid-19 |
| 71       | 09-01-2022 | Sydney International Sydney                         | WTA 500                                             | 703 580 $                                           | Dur (ext.)                                          | Anna Danilina Beatriz Haddad Maia                   | Vivian Heisen Panna Udvardy                         | 4-6, 7-5, [10-8]                                    | Tableau                                             |

## Palmarès messieurs

### Simple
| No | Date       | Nom et lieu du tournoi                  | Catégorie      | Dotation       | Surface        | Vainqueur             | Finaliste           | Score                   |                |
| -- | ---------- | --------------------------------------- | -------------- | -------------- | -------------- | --------------------- | ------------------- | ----------------------- | -------------- |
| 1  | 13-01-1969 | New South Wales Open, Sydney            |                | NC $           | Gazon (ext.)   | Tony Roche            | Rod Laver           | 6-4, 4-6, 9-7, 12-10    |                |
| 2  | 16-03-1970 | New South Wales Open, Sydney            |                | NC $           | Gazon (ext.)   | Rod Laver             | Ken Rosewall        | 3-6, 6-2, 3-6, 6-2, 6-3 |                |
| 3  | 18-01-1971 | New South Wales Open, Sydney            |                | NC $           | Dur (ext.)     | Phil Dent             | John Alexander      | 6-3, 6-4, 6-4           |                |
| 4  | 10-01-1972 | New South Wales Open, Sydney            |                | NC $           | Dur (ext.)     | Alex Metreveli        | Patrice Dominguez   | 6-4, 6-4, 3-6, 6-1      |                |
| 5  | 01-01-1973 | New South Wales Open, Sydney            |                | NC $           | NC             | Malcolm Anderson      | Ken Rosewall        | 6-3, 6-4, 6-4           |                |
| 6  | 01-01-1974 | New South Wales Open, Sydney            |                | NC $           | NC             | Geoff Masters         | Colin Dibley        | 6-1, 6-4, 6-2           |                |
| 7  | 01-12-1974 | New South Wales Open, Sydney            |                | NC $           | NC             | Tony Roche            | Phil Dent           | 7-6, 4-6, 3-6, 6-2, 8-6 |                |
| 8  | 22-12-1975 | New South Wales Open, Sydney            |                | NC $           | Gazon (ext.)   | Ross Case             | John Marks          | 6-2, 6-1                |                |
| 9  | 27-12-1976 | Marlboro New South Wales Open, Sydney   |                | 75 000 $       | Gazon (ext.)   | Tony Roche            | Dick Stockton       | 6-3, 3-6, 6-3, 6-4      |                |
| 10 | 12-12-1977 | Marlboro New South Wales Open, Sydney   |                | 175 000 $      | Gazon (ext.)   | Roscoe Tanner         | Brian Teacher       | 6-3, 3-6, 6-3, 6-7, 6-4 |                |
| 11 | 25-12-1978 | New South Wales Open, Sydney            |                | 125 000 $      | Gazon (ext.)   | Tim Wilkison          | Kim Warwick         | 6-3, 6-3, 6-7, 3-6, 6-2 | Tableau        |
| 12 | 17-12-1979 | Nabisco New South Wales Open, Sydney    |                | 100 000 $      | Gazon (ext.)   | Phil Dent             | Hank Pfister        | 6-4, 6-4, 7-5           | Tableau        |
| 13 | 15-12-1980 | Nabisco New South Wales Open, Sydney    |                | 125 000 $      | Gazon (ext.)   | Fritz Buehning        | Brian Teacher       | 6-3, 6-7, 7-6           | Tableau        |
| 14 | 14-12-1981 | Robinson’s New South Wales Open, Sydney |                | 125 000 $      | Gazon (ext.)   | Tim Wilkison          | Chris Lewis         | 6-4, 7-6, 6-3           | Tableau        |
| 15 | 13-12-1982 | Robinson’s New South Wales Open, Sydney |                | 125 000 $      | Gazon (ext.)   | John Alexander        | John Fitzgerald     | 4-6, 7-6, 6-4           | Tableau        |
| 16 | 12-12-1983 | Robinson’s New South Wales Open, Sydney |                | 125 000 $      | Gazon (ext.)   | Joakim Nyström        | Mike Bauer          | 2-6, 6-3, 6-1           | Tableau        |
| 17 | 10-12-1984 | ANZ Bank New South Wales Open, Sydney   |                | 125 000 $      | Gazon (ext.)   | John Fitzgerald       | Sammy Giammalva Jr  | 6-3, 6-3                | Tableau        |
| 18 | 09-12-1985 | New South Wales Open, Sydney            |                | 125 000 $      | Gazon (ext.)   | Henri Leconte         | Kelly Evernden      | 6-7, 6-2, 6-3           | Tableau        |
|    | 1986       | Pas de tournoi                          | Pas de tournoi | Pas de tournoi | Pas de tournoi | Pas de tournoi        | Pas de tournoi      | Pas de tournoi          | Pas de tournoi |
| 19 | 26-01-1987 | New South Wales Open, Sydney            |                | 89 400 $       | Gazon (ext.)   | Miloslav Mečíř        | Peter Doohan        | 6-4, 6-2                | Tableau        |
| 20 | 04-01-1988 | New South Wales Open, Sydney            |                | 93 400 $       | Gazon (ext.)   | John Fitzgerald       | Andrei Chesnokov    | 6-3, 6-4                | Tableau        |
| 21 | 09-01-1989 | New South Wales Open, Sydney            |                | 115 000 $      | Dur (ext.)     | Aaron Krickstein      | Andreï Cherkasov    | 6-4, 6-2                | Tableau        |
| 22 | 08-01-1990 | Holden New South Wales Open, Sydney     | World Series   | 150 000 $      | Dur (ext.)     | Yannick Noah          | Carl-Uwe Steeb      | 5-7, 6-3, 6-4           | Tableau        |
| 23 | 07-01-1991 | Holden New South Wales Open, Sydney     | World Series   | 225 000 $      | Dur (ext.)     | Guy Forget            | Michael Stich       | 6-3, 6-4                | Tableau        |
| 24 | 06-01-1992 | New South Wales Open, Sydney            | World Series   | 235 000 $      | Dur (ext.)     | Emilio Sánchez        | Guy Forget          | 6-3, 6-4                | Tableau        |
| 25 | 11-01-1993 | Peters New South Wales Open, Sydney     | World Series   | 275 000 $      | Dur (ext.)     | Pete Sampras          | Thomas Muster       | 7-67, 6-1               | Tableau        |
| 26 | 10-01-1994 | Peters New South Wales Open, Sydney     | World Series   | 288 750 $      | Dur (ext.)     | Pete Sampras          | Ivan Lendl          | 7-65, 6-4               | Tableau        |
| 27 | 09-01-1995 | Peters New South Wales Open, Sydney     | World Series   | 303 000 $      | Dur (ext.)     | Patrick McEnroe       | Richard Fromberg    | 6-2, 7-64               | Tableau        |
| 28 | 08-01-1996 | Peters International, Sydney            | World Series   | 303 000 $      | Dur (ext.)     | Todd Martin           | Goran Ivanišević    | 5-7, 6-3, 6-4           | Tableau        |
| 29 | 06-01-1997 | Sydney International, Sydney            | World Series   | 303 000 $      | Dur (ext.)     | Tim Henman            | Carlos Moyà         | 6-3, 6-1                | Tableau        |
| 30 | 12-01-1998 | Sydney International, Sydney            | Int' Series    | 315 000 $      | Dur (ext.)     | Karol Kučera          | Tim Henman          | 7-5, 6-4                | Tableau        |
| 31 | 11-01-1999 | Adidas International, Sydney            | Int' Series    | 325 000 $      | Dur (ext.)     | Todd Martin           | Àlex Corretja       | 6-3, 7-65               | Tableau        |
| 32 | 10-01-2000 | Adidas International, Sydney            | Int' Series    | 325 000 $      | Dur (ext.)     | Lleyton Hewitt        | Jason Stoltenberg   | 6-4, 6-0                | Tableau        |
| 33 | 08-01-2001 | Adidas International, Sydney            | Int' Series    | 375 000 $      | Dur (ext.)     | Lleyton Hewitt        | Magnus Norman       | 6-4, 6-1                | Tableau        |
| 34 | 07-01-2002 | Adidas International, Sydney            | Int' Series    | 356 000 $      | Dur (ext.)     | Roger Federer         | Juan Ignacio Chela  | 6-3, 6-3                | Tableau        |
| 35 | 06-01-2003 | Adidas International, Sydney            | Int' Series    | 322 000 $      | Dur (ext.)     | Lee Hyung-taik        | Juan Carlos Ferrero | 4-6, 7-66, 7-64         | Tableau        |
| 36 | 12-01-2004 | Adidas International, Sydney            | Int' Series    | 355 000 $      | Dur (ext.)     | Lleyton Hewitt        | Carlos Moyà         | 4-3, ab.                | Tableau        |
| 37 | 10-01-2005 | Medibank International, Sydney          | Int' Series    | 394 000 $      | Dur (ext.)     | Lleyton Hewitt        | Ivo Minář           | 7-5, 6-0                | Tableau        |
| 38 | 09-01-2006 | Medibank International, Sydney          | Int' Series    | 394 000 $      | Dur (ext.)     | James Blake           | Igor Andreev        | 6-3, 2-6, 7-63          | Tableau        |
| 39 | 08-01-2007 | Medibank International, Sydney          | Int' Series    | 411 000 $      | Dur (ext.)     | James Blake           | Carlos Moyà         | 6-3, 5-7, 6-1           | Tableau        |
| 40 | 07-01-2008 | Medibank International, Sydney          | Int' Series    | 440 000 $      | Dur (ext.)     | Dmitri Toursounov     | Chris Guccione      | 7-63, 7-64              | Tableau        |
| 41 | 12-01-2009 | Medibank International, Sydney          | ATP 250        | 433 000 $      | Dur (ext.)     | David Nalbandian      | Jarkko Nieminen     | 6-3, 69-7, 6-2          | Tableau        |
| 42 | 11-01-2010 | Medibank International, Sydney          | ATP 250        | 372 500 $      | Dur (ext.)     | Márcos Baghdatís      | Richard Gasquet     | 6-4, 7-62               | Tableau        |
| 43 | 10-01-2011 | Medibank International, Sydney          | ATP 250        | 422 300 $      | Dur (ext.)     | Gilles Simon          | Viktor Troicki      | 7-5, 7-64               | Tableau        |
| 44 | 09-01-2012 | Apia International, Sydney              | ATP 250        | 434 250 $      | Dur (ext.)     | Jarkko Nieminen       | Julien Benneteau    | 6-2, 7-5                | Tableau        |
| 45 | 07-01-2013 | Apia International, Sydney              | ATP 250        | 436 630 $      | Dur (ext.)     | Bernard Tomic         | Kevin Anderson      | 6-3, 62-7, 6-3          | Tableau        |
| 46 | 06-01-2014 | Apia International, Sydney              | ATP 250        | 452 670 $      | Dur (ext.)     | Juan Martín del Potro | Bernard Tomic       | 6-3, 6-1                | Tableau        |
| 47 | 11-01-2015 | Apia International, Sydney              | ATP 250        | 439 405 $      | Dur (ext.)     | Viktor Troicki        | Mikhail Kukushkin   | 6-2, 6-3                | Tableau        |
| 48 | 10-01-2016 | Apia International, Sydney              | ATP 250        | 404 780 $      | Dur (ext.)     | Viktor Troicki        | Grigor Dimitrov     | 2-6, 6-1, 7-67          | Tableau        |
| 49 | 08-01-2017 | Apia International, Sydney              | ATP 250        | 437 380 $      | Dur (ext.)     | Gilles Müller         | Daniel Evans        | 7-65, 6-2               | Tableau        |
| 50 | 07-01-2018 | Sydney International, Sydney            | ATP 250        | 468 910 $      | Dur (ext.)     | Daniil Medvedev       | Alex De Minaur      | 1-6, 6-4, 7-5           | Tableau        |
| 51 | 07-01-2019 | Sydney International, Sydney            | ATP 250        | 527 880 $      | Dur (ext.)     | Alex De Minaur        | Andreas Seppi       | 7-5, 7-65               | Tableau        |
| 52 | 10-01-2022 | Sydney International, Sydney            | ATP 250        | 521 000 $      | Dur (ext.)     | Aslan Karatsev        | Andy Murray         | 6-3, 6-3                | Tableau        |

### Double
| No | Date       | Nom et lieu du tournoi                  | Catégorie                          | Dotation                           | Surface                            | Vainqueurs                         | Finalistes                         | Score                              |                                    |
| -- | ---------- | --------------------------------------- | ---------------------------------- | ---------------------------------- | ---------------------------------- | ---------------------------------- | ---------------------------------- | ---------------------------------- | ---------------------------------- |
| 1  | 18-01-1971 | New South Wales Open, Sydney            |                                    | NC $                               | Dur (ext.)                         | John Alexander Phil Dent           | Malcolm Anderson Alex Metreveli    | 6-7, 2-6, 6-3, 7-6, 7-6            |                                    |
|    | 1972-1974  | Pas de tableau de double messieurs      | Pas de tableau de double messieurs | Pas de tableau de double messieurs | Pas de tableau de double messieurs | Pas de tableau de double messieurs | Pas de tableau de double messieurs | Pas de tableau de double messieurs | Pas de tableau de double messieurs |
| 2  | 22-12-1975 | New South Wales Open, Sydney            |                                    | NC $                               | Gazon (ext.)                       | Mark Edmondson John Marks          | Chris Kachel Peter McNamara        | 6-1, 6-1                           |                                    |
| 3  | 27-12-1976 | Marlboro New South Wales Open, Sydney   |                                    | 75 000 $                           | Gazon (ext.)                       | Syd Ball Kim Warwick               | Mark Edmondson John Marks          | 6-3, 6-4                           |                                    |
| 4  | 12-12-1977 | Marlboro New South Wales Open, Sydney   |                                    | 175 000 $                          | Gazon (ext.)                       | John Alexander Phil Dent           | Ray Ruffels Allan Stone            | 7-6, 2-6, 6-3                      |                                    |
| 5  | 25-12-1978 | New South Wales Open, Sydney            |                                    | 125 000 $                          | Gazon (ext.)                       | Hank Pfister Sherwood Stewart      | Syd Ball Robert Carmichael         | 6-4, 6-4                           | Tableau                            |
| 6  | 17-12-1979 | Nabisco New South Wales Open, Sydney    |                                    | 100 000 $                          | Gazon (ext.)                       | Peter McNamara Paul McNamee        | Steve Docherty John Chris Lewis    | 7-6, 6-3                           | Tableau                            |
| 7  | 15-12-1980 | Nabisco New South Wales Open, Sydney    |                                    | 125 000 $                          | Gazon (ext.)                       | Peter McNamara Paul McNamee        | Vitas Gerulaitis Brian Gottfried   | 6-2, 6-4                           | Tableau                            |
| 8  | 14-12-1981 | Robinson’s New South Wales Open, Sydney |                                    | 125 000 $                          | Gazon (ext.)                       | Peter McNamara Paul McNamee        | Hank Pfister John Sadri            | 6-7, 7-6, 7-6                      | Tableau                            |
| 9  | 13-12-1982 | Robinson’s New South Wales Open, Sydney |                                    | 125 000 $                          | Gazon (ext.)                       | John Alexander John Fitzgerald     | Cliff Letcher Craig Miller         | 6-4, 7-6                           | Tableau                            |
| 10 | 12-12-1983 | Robinson’s New South Wales Open, Sydney |                                    | 125 000 $                          | Gazon (ext.)                       | Mike Bauer Pat Cash                | Broderick Dyke Rod Frawley         | 7-6, 6-4                           | Tableau                            |
| 11 | 10-12-1984 | ANZ Bank New South Wales Open, Sydney   |                                    | 125 000 $                          | Gazon (ext.)                       | Paul Annacone Christo van Rensburg | Tom Gullikson Scott McCain         | 7-6, 7-5                           | Tableau                            |
| 12 | 09-12-1985 | New South Wales Open, Sydney            |                                    | 125 000 $                          | Gazon (ext.)                       | David Dowlen Nduka Odizor          | Broderick Dyke Wally Masur         | 6-4, 7-6                           | Tableau                            |
|    | 1986       | Pas de tournoi                          | Pas de tournoi                     | Pas de tournoi                     | Pas de tournoi                     | Pas de tournoi                     | Pas de tournoi                     | Pas de tournoi                     | Pas de tournoi                     |
| 13 | 26-01-1987 | New South Wales Open, Sydney            |                                    | 89 400 $                           | Gazon (ext.)                       | Brad Drewett Mark Edmondson        | Peter Doohan Laurie Warder         | 6-4, 4-6, 6-2                      | Tableau                            |
| 14 | 04-01-1988 | New South Wales Open, Sydney            |                                    | 93 400 $                           | Gazon (ext.)                       | Darren Cahill Mark Kratzmann       | Joey Rive Bud Schultz              | 7-6, 6-4                           | Tableau                            |
| 15 | 09-01-1989 | New South Wales Open, Sydney            |                                    | 115 000 $                          | Dur (ext.)                         | Darren Cahill Wally Masur          | Pieter Aldrich Danie Visser        | 6-4, 6-3                           | Tableau                            |
| 16 | 08-01-1990 | Holden New South Wales Open, Sydney     | World Series                       | 150 000 $                          | Dur (ext.)                         | Pat Cash Mark Kratzmann            | Pieter Aldrich Danie Visser        | 6-4, 7-5                           | Tableau                            |
| 17 | 07-01-1991 | Holden New South Wales Open, Sydney     | World Series                       | 225 000 $                          | Dur (ext.)                         | Scott Davis David Pate             | Darren Cahill Mark Kratzmann       | 3-6, 6-3, 6-2                      | Tableau                            |
| 18 | 06-01-1992 | New South Wales Open, Sydney            | World Series                       | 235 000 $                          | Dur (ext.)                         | Sergio Casal Emilio Sánchez        | Scott Davis Kelly Jones            | 3-6, 6-1, 6-4                      | Tableau                            |
| 19 | 11-01-1993 | Peters New South Wales Open, Sydney     | World Series                       | 275 000 $                          | Dur (ext.)                         | Jason Stoltenberg Sandon Stolle    | Luke Jensen Murphy Jensen          | 6-3, 6-4                           | Tableau                            |
| 20 | 10-01-1994 | Peters New South Wales Open, Sydney     | World Series                       | 288 750 $                          | Dur (ext.)                         | Darren Cahill Sandon Stolle        | Mark Kratzmann Laurie Warder       | 6-1, 7-6                           | Tableau                            |
| 21 | 09-01-1995 | Peters New South Wales Open, Sydney     | World Series                       | 303 000 $                          | Dur (ext.)                         | Todd Woodbridge Mark Woodforde     | Trevor Kronemann David Macpherson  | 7-6, 6-4                           | Tableau                            |
| 22 | 08-01-1996 | Peters International, Sydney            | World Series                       | 303 000 $                          | Dur (ext.)                         | Ellis Ferreira Jan Siemerink       | Patrick McEnroe Sandon Stolle      | 5-7, 6-4, 6-1                      | Tableau                            |
| 23 | 06-01-1997 | Sydney International, Sydney            | World Series                       | 303 000 $                          | Dur (ext.)                         | Luis Lobo Javier Sánchez           | Paul Haarhuis Jan Siemerink        | 6-4, 6-7, 6-3                      | Tableau                            |
| 24 | 12-01-1998 | Sydney International, Sydney            | Int' Series                        | 315 000 $                          | Dur (ext.)                         | Todd Woodbridge Mark Woodforde     | Jacco Eltingh Daniel Nestor        | 6-3, 7-5                           | Tableau                            |
| 25 | 11-01-1999 | Adidas International, Sydney            | Int' Series                        | 325 000 $                          | Dur (ext.)                         | Sébastien Lareau Daniel Nestor     | Patrick Galbraith Paul Haarhuis    | 6-3, 6-4                           | Tableau                            |
| 26 | 10-01-2000 | Adidas International, Sydney            | Int' Series                        | 325 000 $                          | Dur (ext.)                         | Todd Woodbridge Mark Woodforde     | Lleyton Hewitt Sandon Stolle       | 7-5, 6-4                           | Tableau                            |
| 27 | 08-01-2001 | Adidas International, Sydney            | Int' Series                        | 375 000 $                          | Dur (ext.)                         | Daniel Nestor Sandon Stolle        | Jonas Björkman Todd Woodbridge     | 2-6, 7-64, 7-65                    | Tableau                            |
| 28 | 07-01-2002 | Adidas International, Sydney            | Int' Series                        | 356 000 $                          | Dur (ext.)                         | Donald Johnson Jared Palmer        | Joshua Eagle Sandon Stolle         | 6-4, 6-4                           | Tableau                            |
| 29 | 06-01-2003 | Adidas International, Sydney            | Int' Series                        | 322 000 $                          | Dur (ext.)                         | Paul Hanley Nathan Healey          | Mahesh Bhupathi Joshua Eagle       | 7-63, 6-4                          | Tableau                            |
| 30 | 12-01-2004 | Adidas International, Sydney            | Int' Series                        | 355 000 $                          | Dur (ext.)                         | Jonas Björkman Todd Woodbridge     | Bob Bryan Mike Bryan               | 7-63, 7-5                          | Tableau                            |
| 31 | 10-01-2005 | Medibank International, Sydney          | Int' Series                        | 394 000 $                          | Dur (ext.)                         | Mahesh Bhupathi Todd Woodbridge    | Arnaud Clément Michaël Llodra      | 6-3, 6-3                           | Tableau                            |
| 32 | 09-01-2006 | Medibank International, Sydney          | Int' Series                        | 394 000 $                          | Dur (ext.)                         | Fabrice Santoro Nenad Zimonjić     | František Čermák Leoš Friedl       | 6-1, 6-4                           | Tableau                            |
| 33 | 08-01-2007 | Medibank International, Sydney          | Int' Series                        | 411 000 $                          | Dur (ext.)                         | Paul Hanley Kevin Ullyett          | Mark Knowles Daniel Nestor         | 6-2, 6-3                           | Tableau                            |
| 34 | 07-01-2008 | Medibank International, Sydney          | Int' Series                        | 440 000 $                          | Dur (ext.)                         | Richard Gasquet Jo-Wilfried Tsonga | Bob Bryan Mike Bryan               | 4-6, 6-4, [11-9]                   | Tableau                            |
| 35 | 12-01-2009 | Medibank International, Sydney          | ATP 250                            | 433 000 $                          | Dur (ext.)                         | Bob Bryan Mike Bryan               | Daniel Nestor Nenad Zimonjić       | 6-1, 7-63                          | Tableau                            |
| 36 | 11-01-2010 | Medibank International, Sydney          | ATP 250                            | 372 500 $                          | Dur (ext.)                         | Daniel Nestor Nenad Zimonjić       | Ross Hutchins Jordan Kerr          | 6-3, 7-65                          | Tableau                            |
| 37 | 10-01-2011 | Medibank International, Sydney          | ATP 250                            | 422 300 $                          | Dur (ext.)                         | Lukáš Dlouhý Paul Hanley           | Bob Bryan Mike Bryan               | 6-7, 6-3, [10-5]                   | Tableau                            |
| 38 | 09-01-2012 | Apia International, Sydney              | ATP 250                            | 434 250 $                          | Dur (ext.)                         | Bob Bryan Mike Bryan               | Matthew Ebden Jarkko Nieminen      | 6-1, 6-4                           | Tableau                            |
| 39 | 07-01-2013 | Apia International, Sydney              | ATP 250                            | 436 630 $                          | Dur (ext.)                         | Bob Bryan Mike Bryan               | Max Mirnyi Horia Tecău             | 6-4, 6-4                           | Tableau                            |
| 40 | 06-01-2014 | Apia International, Sydney              | ATP 250                            | 452 670 $                          | Dur (ext.)                         | Daniel Nestor Nenad Zimonjić       | Rohan Bopanna Aisam-Ul-Haq Qureshi | 7-63, 7-63                         | Tableau                            |
| 41 | 11-01-2015 | Apia International, Sydney              | ATP 250                            | 439 405 $                          | Dur (ext.)                         | Rohan Bopanna Daniel Nestor        | Jean-Julien Rojer Horia Tecău      | 6-4, 7-65                          | Tableau                            |
| 42 | 10-01-2016 | Apia International, Sydney              | ATP 250                            | 404 780 $                          | Dur (ext.)                         | Jamie Murray Bruno Soares          | Rohan Bopanna Florin Mergea        | 6-3, 7-66                          | Tableau                            |
| 43 | 08-01-2017 | Apia International, Sydney              | ATP 250                            | 437 380 $                          | Dur (ext.)                         | Wesley Koolhof Matwé Middelkoop    | Jamie Murray Bruno Soares          | 6-3, 7-5                           | Tableau                            |
| 44 | 07-01-2018 | Sydney International, Sydney            | ATP 250                            | 468 910 $                          | Dur (ext.)                         | Łukasz Kubot Marcelo Melo          | Jan-Lennard Struff Viktor Troicki  | 6-3, 6-4                           | Tableau                            |
| 45 | 07-01-2019 | Sydney International, Sydney            | ATP 250                            | 527 880 $                          | Dur (ext.)                         | Jamie Murray Bruno Soares          | Juan Sebastián Cabal Robert Farah  | 6-4, 6-3                           | Tableau                            |
| 46 | 10-01-2022 | Sydney International, Sydney            | ATP 250                            | 521 000 $                          | Dur (ext.)                         | John Peers Filip Polášek           | Simone Bolelli Fabio Fognini       | 7-5, 7-5                           | Tableau                            |

## Palmarès mixte
| No | Date       | Nom et lieu du tournoi               | Catégorie | Dotation | Surface      | Vainqueures                        | Finalistes                         | Score         |         |
| -- | ---------- | ------------------------------------ | --------- | -------- | ------------ | ---------------------------------- | ---------------------------------- | ------------- | ------- |
| 1  | 04-05-1885 | New South Wales Championships Sydney |           | NC       | Gazon (ext.) | Annie Lamb Charles Cropper         | Nellie Want W. J. B. Salmon        | 6-1, 6-1      | Tableau |
| 2  | 06-05-1886 | New South Wales Championships Sydney |           | NC       | Gazon (ext.) | Lillian Scott Mr Whyte             | Eliza Fitzgerald Robert Fitzgerald | 6-1, 6-5      | Tableau |
| 3  | 02-05-1887 | New South Wales Championships Sydney |           | NC       | Gazon (ext.) | C. Greene Dudley Webb              | Eliza Fitzgerald Robert Fitzgerald | 6-4, 6-2      | Tableau |
| 4  | 01-05-1888 | New South Wales Championships Sydney |           | NC       | Gazon (ext.) | EM Mayne Dudley Webb               | Zilla Scott Alec Chomley           | 6-4, 2-6, 6-1 | Tableau |
| 5  | 04-05-1889 | New South Wales Championships Sydney |           | NC       | Gazon (ext.) | Eliza Fitzgerald Robert Fitzgerald | EM Mayne Dudley Webb               | 2-6, 6-2, 9-7 | Tableau |
| 6  | 10-05-1890 | New South Wales Championships Sydney |           | NC       | Gazon (ext.) | EM Mayne Dudley Webb               | Eliza Fitzgerald Robert Fitzgerald | 6-4, 6-2      | Tableau |
| 7  | 11-05-1891 | New South Wales Championships Sydney |           | NC       | Gazon (ext.) | Ellen Blaxland Dudley Webb         | Eliza Fitzgerald Robert Fitzgerald | 6-2, 6-1      | Tableau |
| 8  | 07-05-1892 | New South Wales Championships Sydney |           | NC       | Gazon (ext.) | EM Mayne Ben Green                 | S. Dransfield Mr Tiley             | NC            | Tableau |
| 9  | 13-05-1893 | New South Wales Championships Sydney |           | NC       | Gazon (ext.) | Mabel Shaw G. Wickham              | EM Mayne Ben Green                 | 6-3, 6-3      | Tableau |
| 10 | 22-11-1962 | New South Wales Championships Sydney |           | NC       | Gazon (ext.) | Margaret Smith NC                  | NC                                 | Partage       | Tableau |
| 11 | 10-11-1963 | New South Wales Championships Sydney |           | NC       | Gazon (ext.) | Margaret Smith Ken Fletcher        | NC                                 | NC            | Tableau |
| 12 | 19-11-1964 | New South Wales Championships Sydney |           | NC       | Gazon (ext.) | Margaret Smith Pierre Darmon       | NC                                 | NC            | Tableau |